# فرودگاه کراسنوکامنسک
فرودگاه کراسنوکامنسک (به روسی: Аэропорт Краснокаменск) فرودگاهی عمومی واقع در کراسنوکامنسک در کشور روسیه است.